# Stompa
Stompa es una deidad extraterrestre, un personaje femenino ficticio que ha aparecido en diferentes publicaciones pertenecientes a los cómics del Cuarto Mundo, creada para la editorial DC Comics, es reconocida por ser miembro del Batallón de las Furias Femeninas del ejército liderado por Abuela Bondad, además, fue creada por el escritor/guionista y dibujante de historietas, Jack Kirby. Este personaje haría su primera aparición en las páginas de Mister Miracle Vol. 1 #6 (enero de 1972)

## Biografía del personaje ficticio
Stompa fue una de las jóvenes más prometedoras del Orfanato de Abuela Bondad. Debido a su fuerza y naturaleza despiadada, Stompa fue entrenada para convertirse en una de las fundadoras de las Furias Femeninas. Le ha demostrado varias veces a Abuela Bondad su lealtad incondicionad, rápidamente se convirtió en una importante guerrera, a tal punto que se volvió contra la antigua líder de las Furias, Big Barda, y laatacó en la Tierra. Cuando Big Barda regresó a Apokolips, sin embargo, Stompa se unió a ella para infiltrarse en la Sección Cero, una consternación que le provoció a Abuelita. Posteriormente, debido a esto, se refugió en la Tierra, Stompa y las otras Furias terminaron por ayudar a Mr. Miracle en varias misiones y en su trabajo como acróbata. Más adelante Stompa y sus compañeras regresarían a Apokolips y serían sentenciadas a castigos severos por su fatal traición.
Más adelante, las Furias serían enviadas posteriormente a una misión para recuperar al Nuevo Dios Glorious Godfrey que se encontraba en la Tierra, y Stompa entró en combate contra el Escuadrón Suicida. Ella lucharía contra Tigre de Bronce, quien no pudo hacerle daño. Las furias lograron rescatar a Godfrey y partir, pero no sin que Bernadeth traicionara a Lashina y la dejaran luego de que la dieran por muerta en la Tierra. Stompa era diferente a la situación entre las dos furias, pero cuando Lashina trajo al Escuadrón Suicida a Apokolips, Stompa se alió con sus compañeros de los Nuevos Dioses. En la subsiguiente batalla, Stompa sería derrotada por Big Barda. Más tarde resurgiría con las cdemás furias cuando fueron enviadas para secuestrar a Mr. Miracle.
Su adversario había terminado en Apokolips mientras este comercializaba jabón que inadvertidamente estaba causando sentimientos pacíficos entre los habitantes. Con esto, tendrían éxito en su misión pero, durante la batalla, Stompa descargó la bodega de carga en el que se encotnraba el "jabón limpiador". Las furias, confundidas por el jabón, fueron regañadas por Darkseid y luego castigadas. Mr. Miracle sin embargo, se le dejó escapar.
Stompa también ha llegado a enfrentarse en combate contra Superman en diferentes ocasiones, así como contra sus homólogos metahumanos Superboy y Supergirl, Justicia Joven y el Detective Marciano. Durante una escaramuza llevada a cabo en Isla Paraíso, con Batman y Superman, Stompa y las furias mataron a Harbinger (Lyla Michaels). Más tarde, durante una batalla entre las furias, Big Barda y Wonder Woman, Stompa sería apuñalada por la lanza de Barda. Se supondría que con esto ella no sobrevivía, no obstante, ella logró recuperarse y volvería a servir junto a las furias. Ella reaparecería con las demás furias mientras lucharon contra Firestorm y Orión.

#### Crisis Final
Durante los acontecimientos del evento conocido como Crisis Final, Stompa fue una de las furias cuyo espíritu poseyó el cuerpo de uno de los héroes o villanos de la Tierra. Ella usurparía el cuerpo de la supervillana Giganta, tomando el mismo para regresar a la vida. A pesar de esto, sus compañeras la llamaron Gigantrix. Llevaba una máscara familiar con un diseño de calaveras y huesos cruzados, tomando en cuenta el diseño de su encarnación de los Nuevos Dioses, pero sería derrotada por Supergirl.

### Los Nuevos 52/DC: Renacimiento
Después del reinicio del Universo DC, Stompa reaparecería en a nueva continuidad junto a sus compañeras furias, luego de que Darkseid fuese esclavizado por su propia hija Grail,Stompa y sus compañeras furias aceptaron una oferta de Big Barda para ayudar a derrotar a Grail y proteger al esposo de Barda, Mr. Miracle. Stompa participaría en la batalla final contra Grail y Darkseid, que resultaron derrotados. Stompa luego regresaría a Apokolips con el resto de sus compañeras, incluyendo a Barda.
Más tarde, durante los acontecimientos donde Lex Luthor reclamó el trono de Apokolips, Stompa se unió a sus compaeras, las furias, en tierras muertas, esperando al regreso de Darkseid. Más tarde participaría en batalla contra las fuerzas de Kalibak, aunque finalmente sería derrotada por su compañera de equipo Lois Lane, después de que las furias se volviesen contra los humanos cuando esta la descubrieron al estar relacionada con Superman. Stompa sería encarcelada en Apokolips junto con Lashina, Mad Harriet, y Abuela Bondad, cuando Superman aceptó temporalmente ser el gobernante suplente del planeta.

## Poderes y habilidades
Stompa es una enorme mujer y es la miembro más poderosa de las Furias Femeninas, después de Big Barda. Sus poderes se basan en el uso de súper fuerza, resistencia y un alto agrado de invulnerabilidad. Stompa es suficientemente fuerte para de levantar más de setenta toneladas y puede saltar grandes distancias. Además, Stompa es una formidable guerrera y en combate usa unas botas de Anti-materia que realzan la increíble fuerza de sus piernas. Con sus botas Anti- materia es capaz de aplastar a sus enemigos, y con ellas puede generar terremotos o temblores al pisotear el suelo.

## Otras versiones
- Amalgam Cómics: En el crossover de DC y Marvel, denominado Amalgam Comics, Stompa se fusiona con Blob y se convierte en una villana llamada Blobba.[12]
- Ame-Comi Girls: Stompa en esta línea de historietas, sirve como pirata en una banda de piratas espaciales liderada por Big Barda.[13]
- Sensation Comics Presentando a Wonder Woman: Stompa aparece en la historia Dig for Fire, en la serie de antología Sensation Comics Presentando a Wonder Woman. Después de descubrir que Wonder Woman ha viajado a Apokolips para salvar a dos de sus hermanas amazónicas, Stompa junto con Lashina y Mad Harriet la rastrean. Las furias se negaron a hablar pacíficamente con Wonder Woman, y en la batalla subsiguiente, la heroína recibió un disparo en el cuellocon un dardo explosivo de Bernadeth. Stompa arrojó el cuerpo de Wonder Woman a las fosas ardientes. Cuando las furias informaron a Darkseid, le disgustó que la hubieran matado en lugar de ejecutarla públicamente. Wonder Woman aún estando con vida, lograría salvar a sus hermanas. Las furias una vez más lucharian contra las amazonas, aunque la batalla terminó cuando Darkseid mató a las amazonas compañeras de Wonder Woman y permitió que Wonder Woman volviera a la Tierra.[14]

## Apariciones en otros Medios

### Televisión y Series Web
Stompa ha tenido apariciones en las siguientes series animadas:
- Superman: The Animated Series en el episodio Little Girl Lost.
- Liga de la Justicia Ilimitada en el episodio Alive.
- Batman, el Valiente en el episodio Duel of the Double Crossers
- DC Super Hero Girls en el episodio especial de TV titulado, DC Super Hero Girls: Super Hero High

### Películas directas a video
- Stompa tuvo una aparición menor en la película animada de Superman/Batman: Apocalypse.
- Stompa apareció en la película animada de DC Super Hero Girls: Intergalactic Games.

### Videojuegos
- Stompa es un personaje del videojuego DC Universe Online.
- Stompa es un personaje del videojuego Scribblenauts Unmasked: A DC Comics Adventure, siendo de los miles de personajes que un jugador puede invocar.